# Milà-Sanremo 1967
La Milà-Sanremo 1967 fou la 58a edició de la Milà-Sanremo. La cursa es disputà el 19 de març de 1967 i va ser guanyada pel belga Eddy Merckx, que s'imposà a l'esprint als seus tres companys d'escapada. Aquesta fou la segona de les seves set victòries a la Milà-Sanremo.
196 ciclistes hi van prendre part, acabant la cursa 116 d'ells.

## Classificació final
|    | Ciclista              | Equip                    | Temps      |
| -- | --------------------- | ------------------------ | ---------- |
| 1  | Eddy Merckx           | Peugeot-Michelin-BP      | 6h 40' 40" |
| 2  | Gianni Motta          | Molteni                  | m. t.      |
| 3  | Franco Bitossi        | Filotex                  | m. t.      |
| 4  | Felice Gimondi        | Salvarani                | m. t.      |
| 5  | Georges Vanconingsloo | Pelforth-Sauvage-Lejeune | + 4"       |
| 6  | Dino Zandegu          | Salvarani                | m. t.      |
| 7  | Walter Godefroot      | Flandria-De Clerck       | m. t.      |
| 8  | Willy Planckaert      | Romeo-Smiths             | m. t.      |
| 9  | Gerben Karstens       | Televizier-Batavus       | m. t.      |
| 10 | Noël Van Clooster     | Flandria-De Clerck       | m. t.      |